# Nunzio Favia
Nunzio Favia, in arte Cucciolo (Bari, 18 aprile 1953), è un batterista italiano.

## Biografia e carriera

### 1971-1972: gli Osage Tribe
Nel 1971 Nunzio "Cucciolo" Favia conosce Franco Battiato nel 1971 a Milano a casa di Herbert Pagani. Tra i due nasce da subito una proficua amicizia, che li porterà a progettare una collaborazione da realizzare assieme. Fu solo dopo la fascinazione delle musiche degli indiani d'America all'uscita del film Il piccolo grande uomo di Arthur Penn che i due decisero di ispirarsi a queste sonorità. Se in questo contesto Battiato coinvolse Pino Massara della Bla Bla, Cucciolo arruolò i suoi amici Marco Zoccheddu dei Nuova Idea alla chitarra e Bob Callero al basso, dando così vita alla nuova band chiamata Osage Tribe. Solo in seguitò la band vedrà l'uscita del primo 7" intitolato Un falco nel cielo/Prehistoric Sound (Bla Bla, 1971), con un brano principale che presentava quel motivetto allegro che diverrà a breve la sigla della trasmissione televisiva Chissà chi lo sa?, realizzandola anche dal vivo nel corso di una puntata. Se in Spagna uscì invece il 7" Prehistoric Sound / Crazy Horse (EKIPO, 1972), di li a poco fu la volta dell'album Arrow Head (Bla Bla, 1972).

### 1972-1985: The Trip, Hunka Munka e Dik Dik
Dopo lo scioglimento degli Osage Tribe, Cucciolo aveva iniziato a suonare con il tastierista varesino Roberto Carlotto, meglio conosciuto come Hunka Munka, partecipando anche all'album Dedicato a Giovanna G. (Dischi Ricordi, 1972). Nel 1973, dopo la pubblicazione di Time of Change (RCA Italiana, 1973), Furio Chirico abbandonò i The Trip per fondare il gruppo fusion Arti e Mestieri, e fu in questo contesto che Joe Vescovi e Arvid Andersen ingaggiarono Nunzio Favia come batterista, per poi sciogliersi definitivamente l'anno seguente.
In seguito entra a far parte dei Dik Dik, in sostituzione del batterista storico Sergio Panno. Con i Dik Dik rimase fino al 1982 quando il gruppo si sciolse. Prima del definitivo scioglimento ebbe la chance di lavorare in tournée teatrale con il premio Nobel per la letteratura Dario Fo nel lavoro "L'opera dello sghignazzo", che tra il 1981 e il 1982 venne rappresentata in vari teatri italiani.
Nel 1986 fonda il gruppo Carlotto e Cucciolo già Dik Dik. Ne nasce una querelle legale con gli altri componenti dell'ex gruppo per l'utilizzo del nome risolta solo recentemente.
Dal 2000 la formazione Carlotto e Cucciolo già Dik Dik si scoglie, con l'uscita di Carlotto dal gruppo ed il nuovo nome della band diventa l'attuale Cucciolo già Dik Dik.

## Discografia

### Album
- 1992 - Lavori In Corso. Dik-Dik dal '60 al '92 con Roberto Carlotto come Carlotto & Cucciolo (Bebas/Duck Record, SLP 314)
- 1993 - Carlotto E Cucciolo Dei Dik Dik. Il Meglio con Roberto Carlotto come Carlotto & Cucciolo (Bebas/Duck Record, SMCD 382)
- 1995 - Carlotto & Cucciolo già Dik Dik con Roberto Carlotto come Carlotto & Cucciolo(D.V. More Record, DV 5910)

### Con Osage Tribe
Album
- 1972 - Arrow Head
- 2013 - Hypnosis

Singoli ed EP
- 1971 - Un falco nel cielo
- 1972 - Prehistoric Sound / Crazy Horse

### Con Hunka Munka
- 1972: Dedicato a Giovanna G. (Ricordi)

### Con Herbert Pagani
Singoli ed EP
- 1972 - Porta Via (Imagine)

### Con i Dik Dik
Album
- 1976 - Volando
- 1978 - Los grandes exitos de i Dik Dik
- 1978 - Amico

Singoli ed EP
- 1976 - Come una bambina
- 1977 - Io, te, l'infinito
- 1977 - Un Giorno cento anni
- 1978 - Strani fili (Dedicato al mio amore)
- 1978 - Amico
- 1980 - Laser Vivente
- 1980 - Vuoto a rendere

Greatest Hits
- 1977 - I dischi d'oro
- 1982 - Il meglio dei Dik Dik
- 1922 - I successi dei Dik Dik

### Con Giuni Russo
- 1981 - Un'estate al mare[non chiaro]

### Con Franco Simone
- 1984 - Camper

### Con Red Canzian
- 1986 - Io e Red

## Pubblicazioni
- Dal sud al rock. L'autobiografia del batterista di Battiato, Dik Dik, Osage Tribe, Trip, Miremi, 2013, ISBN 9788897799436.